# 강화 참성단 소사나무
강화도 마니산의 참성단 소사나무(江華 塹城壇 소사나무)는 단군이 하늘에 제사지낸 곳인 강화도 참성단(江華 塹星壇, 사적 제136호)의 돌단 위에 단독으로 서 있는 소사나무이다. 2008년 9월 16일 대한민국의 천연기념물 제502호로 지정되었다.

## 지정 사유
이 나무는 전형적인 관목 모습에 나무갓이 단정하고 균형 잡혀 있으며 참성단의 돌단 위에 단독으로 서 있기 때문에 한층 돋보이는데, 규모와 아름다움에서 한국의 소사나무를 대표한다.
소사나무는 잎이 작고 줄기가 고목의 모습을 가져 예부터 분재 소재로 사랑을 받아온 대표적인 전통나무이나 아직 문화재 지정사례는 없다.

## 같이 보기
- 강화 참성단 - 사적 제136호
- 참성단 중수비 - 인천광역시 문화재자료 제13호

## 참고자료
- 강화 참성단 소사나무 - 국가유산청 국가유산포털